# Крайтор Андрій Сергійович
Андрій Сергійович Крайтор (нар. 5 листопада 1992, Вільшанка) — український, азербайджанський та російський веслувальник на каное. У 2009—2012 роках виступав за збірну Азербайджану, з 2013 року на міжнародних змаганнях представляє збірну Росії. Чемпіон світу та Європи, неодноразовий переможець молодіжних регат. Майстер спорту міжнародного класу.

## Біографія
Андрій Крайтор народився у 1992 році в селищі Вільшанка Кіровоградської області. Розпочав активно займатися веслуванням на каное у віці семи років, тренувався на місцевій веслувальній базі під керівництвом свого батька Крайтора Сергія Петровича, заслуженого тренера України, майстра спорту СРСР. Першого серйозного успіху добився у 2001 році на міжнародному турнірі «Пам'ять» у Києві, коли він виграв бронзову медаль у запливі каное-одиночок на дистанції 200 метрів.
У сезоні 2009 року Крайтор разом із кількома іншими українськими веслувальниками прийняв азербайджанське громадянство та розпочав виступати за збірну Азербайджану. Він перемагав на юніорських першостях Європи та світу, а в 2011 році вперше поїхав на дорослий чемпіонат світу — на змаганнях в угорському Сеґеді разом із Максимом Прокопенком, Сергієм Безуглим і Валентином Дем'яненком виграв срібну медаль у естафеті 4 × 200 м. Він також брав участь у відборі на літні Олімпійські ігри 2012 року в Лондоні від збірної Азербайджану, проте у відборі поступився більш досвідченому Валентину Дем'яненку.
Восени 2012 року Андрій Крайтор не продовжив контракт із Національною федерацією веслування Азербайджану, а в 2013 році отримав російське громадянство та став виступати за збірну Росії, зокрема за Волгоградську область. У Росії його тренерами стали заслужений тренер Володимир Марченко і найтитулованіший російський каноїст Максим Опалєв. Уже в стартовому сезоні йому вдалось виграти кілька титулів та нагород: він переміг на Кубку Росії; став чемпіоном молодіжних першостей Європи та світу; взяв «срібло» та «золото» на літній Універсіаді в Казані, на двохсотметрівці среди одиночок і серед четвірок відповідно. Після цього Крайтора включили до складу збірної Росії на чемпіонат Європи у португальському місті Монтемор-у-Велю, де він виграв «бронзу» в своїй улюбленій дисципліні С-1 200 м. На чемпіонаті світу в німецькому Дуйсбурзі Крайтор виступав у естафеті, й у складі команди, до якої також входили веслувальники Андрій Ганін, Віктор Мелантьєв і Іван Штиль, здобув золоту медаль. За підсумками сезону 2013 року Андрію Крайтору присвоєне звання майстра спорту міжнародного класу. Тоді ж Крайтор вступив на навчання до Волгоградської державної академії фізичної культури.
У наступному році Андрій Крайтор також здобув золоту медаль на чемпіонаті світу в Москві. У 2015 та 2016 роках він ставав також чемпіоном Європи в своїй улюбленій дисципліні С-1 200 м, а також бронзовим призером європейської першості на каное-двійці. Він також виграв відбір на літні Олімпійські ігри 2016 року в Ріо-де-Жанейро у відомого російського веслувальника Івана Штиля. Проте прізвище Крайтора прозвучало у сумновідомій доповіді Річарда Макларена, і тому російські спортивні можновладці вирішили відсторонити Крайтора від Олімпіади в Ріо. Андрію Крайтору вдалось довести посадовцям МОКу, що він не приймав допінгу, і його допустили до ігор. Проте тепер самі ж росіяни вирішили зробити екс-українцю та азербайджанцю повторний кваліфікаційний заїзд з Іваном Штилем, який Крайтор таки виграв. Проте додаткове навантаження перед Олімпіадою принесло лише додаткові проблеми спортсмену, зваливши на нього тягар більшої відповідальності. У результаті у фінальному заїзді Олімпіади Крайтор зайняв лише 6 місце, пропустивши вперед не лише колишнього українця, а нині азербайджанського спортсмена Валентина Дем'яненка, який зайняв друге місце, а й українського спортсмена Юрія Чебана. який і переміг у фінальному заїзді, довівши, що вигравати Олімпійські ігри можна і тренуючись в Україні, та не змінюючи свого громадянства.

## Виступи на Олімпіадах
| Змагання                    | Збірна | Вагова категорія           | Місце |
| --------------------------- | ------ | -------------------------- | ----- |
| Літні Олімпійські ігри 2016 | Росія  | каное-одиночки, 200 метрів | 6     |